# Ernst Schäfer
Ernst Schäfer, född 14 mars 1910 i Köln, död 21 juli 1992 i Bad Bevensen, var en tysk zoolog och Sturmbannführer i SS. Under 1930-talet genomförde han tre expeditioner till Tibet. Schäfer tillhörde Freundeskreis Reichsführer-SS.

## Biografi
Ernst Schäfer studerade zoologi, botanik, geologi, mineralogi, kemi, fysik och etnologi. Hans specialintresse utgjordes av ornitologi och hans doktorsavhandling bär titeln Ornithologische Ergebnisse zweier Forschungsreisen nach Tibet. Schäfer är mest känd för de tre Tibetexpeditioner han företog 1931, 1934–1935 och 1938–1939. Under dessa tre forskningsresor insamlades omkring 3 300 fågelspecimina. På den tredje resan följde antropologen och SS-officeren Bruno Beger med och företog antropologiska studier för Ahnenerbes räkning.
Schäfer blev 1933 medlem i Schutzstaffel (SS). Efter andra världskriget hävdade han att han motvilligt inträtt i SS, men att det var nödvändigt för hans framtida karriär som vetenskapsman och forskare i Tredje riket.
Schäfer forskade även om växt- och spannmålsförädling; detta på begäran av Heinrich Himmler som planerade att ta fram växtkraftiga grödor för plantering och odling i Ukraina och på Krim.
Schäfer greps av de allierade 1945 och förhördes i samband med Nürnbergrättegångarna. År 1949 utnämndes Schäfer till professor i Venezuela, men han återvände inom kort till Tyskland och blev 1954 rådgivare åt Leopold III. I slutet av 1950-talet företog Schäfer en forskningsresa till Belgiska Kongo och spelade tillsammans med Heinz Sielmann in filmen Urskogens herrar (tyska Herrscher des Urwalds).